# Dryopteris hexagonoptera
Dryopteris hexagonoptera là một loài dương xỉ trong họ Dryopteridaceae. Loài này được B. & B. mô tả khoa học đầu tiên.